# Économie de Hong Kong
Hong Kong est une région développée dont l’économie est caractérisée par une prépondérance des services (en 2017, ces derniers représentaient 92,7 % du PIB), une taxation faible et un port considéré en 2017 comme le 6e mondial en termes de fret. Sa monnaie est le dollar de Hong Kong, la 10e la plus utilisée dans le monde en 2014.
Son revenu par habitant à parité de pouvoir d'achat est en 2017 de 61 000 dollars américains, soit le 18e le plus élevé au niveau mondial ; à titre de comparaison, la même année, celui de la Chine est de 16 600 dollars américains, soit environ 3,5 fois inférieur à celui de Hong Kong. Ce haut PIB par habitant ne doit pas cacher les importantes disparités de revenu : ainsi d'après une étude d'Oxfam, les revenus des 10 % des foyers les plus riches étaient 44 fois supérieurs à ceux des 10 % les plus pauvres. L'indice de Gini était de 53,7 en 2011, à titre de comparaison, la même année, un pays parmi les moins avancés, la République du Congo, faisait mieux avec un indice de 48,9. En 2012, l'indice pour la Chine était de 42,2. La situation semble avoir empiré en 2017.
Depuis la rétrocession de Hong Kong à la Chine en 1997, avec la politique « un pays, deux systèmes », Hong Kong bénéficie d'une certaine autonomie économique au sein de la République populaire de Chine. Le cadre britannique est en grande partie conservé, comprenant la langue, la monnaie, la protection de la propriété privée malgré une intervention publique souvent masquée. L’économie est pilotée par une autorité locale, le Hong Kong Trade Development Council (HKTDC), et non par le gouvernement de Pékin.

## Histoire

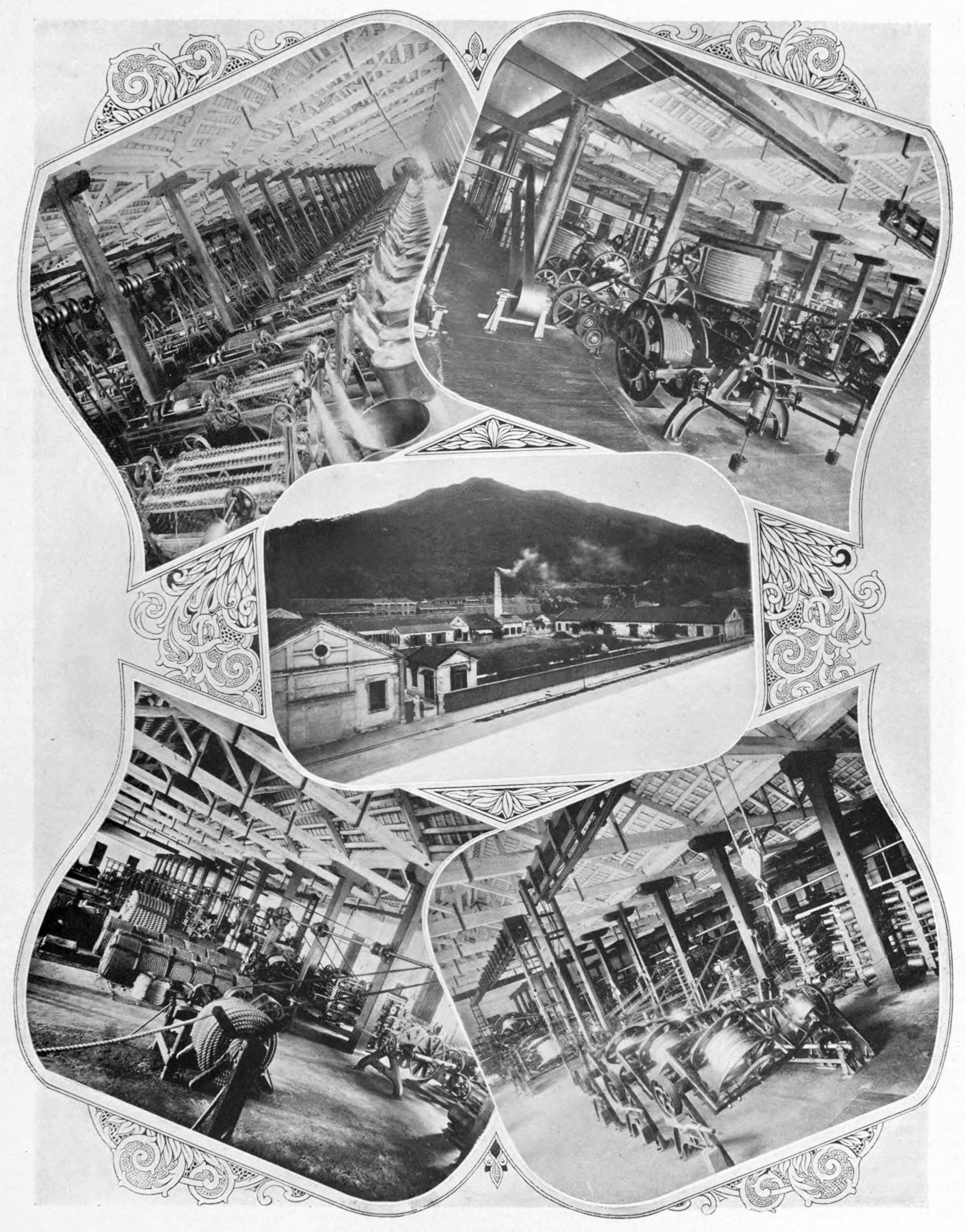
Corderie à Hong Kong en 1908.

### Un comptoir occidental

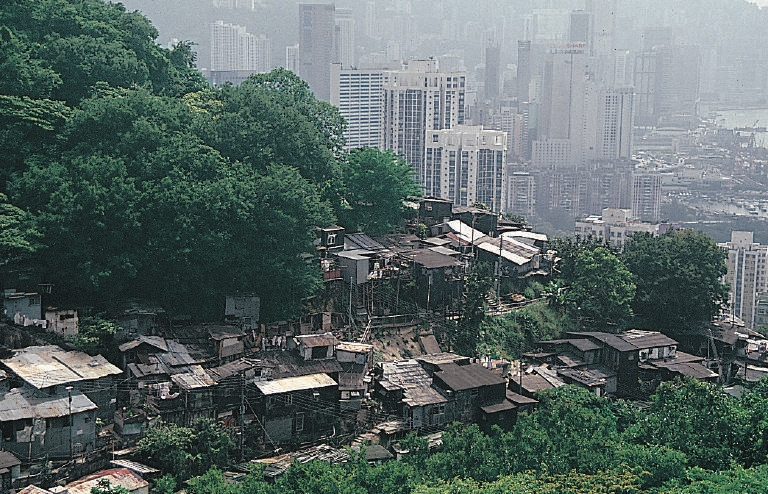
Richesse et inégalités : bidonville à côté d'un quartier d'affaires en 2005.

Comme Singapour, Hong Kong fut un comptoir commercial et une base navale (1842) du Royaume-Uni au moment du dépeçage de la Chine, des traités inégaux et de la politique de la canonnière. L'urbanisation de l'île a progressivement débordé sur la presqu'île de Kowloon et de nouveaux traités et accords le prolongent avec les Nouveaux Territoires. Les Britanniques ont fait de Hong Kong un centre du commerce de l'opium.
Signé le 19 décembre 1984, un traité sino-britannique prévoit leur rétrocession à la Chine le 1er juillet 1997 à minuit et une seconde.

### Une vitrine du capitalisme chinois
Selon Thomas Piketty, il s'agit « du cas unique d'un pays capitaliste qui est devenu encore plus inégalitaire en rejoignant un pays communiste. Surtout, la place financière de Hong Kong joue un rôle central dans le développement de la Chine. Elle semble notamment permettre à de riches Chinois des sorties de capitaux plus difficiles à organiser dans le système bancaire de la République populaire, et aussi aux grandes entreprises et au régime chinois de gérer certains de leurs investissements et transactions extérieurs avec plus de souplesse ».
La ville compte en 2019 soixante-sept milliardaires mais les inégalités sont criantes. Plus de 20 % de la population vit en dessous du seuil de pauvreté. Régulièrement, des associations ou médias s'indignent devant les « logements-cages », de moins de cinq mètres carrés, destinés aux personnes âgées dépourvues de retraite ou aux travailleurs précaires.
Hong Kong ne produit que 2 % de la nourriture qu’elle consomme.

### Mafia
L'économie rampante des mafias, importante à Hong Kong pendant la colonisation britannique, tend à diminuer et la confiance en la police gouvernementale a augmenté depuis la période post-coloniale. Cependant, une certaine partie des triades se sont gentrifiées et ont évolué avec l'évolution des lois. Une des plus importantes mafias, Sun Yee On a été créée à Canton, sous la République de Chine et s'est déplacée à Hong Kong lors de la création de la République populaire de Chine, en 1949.

## Secteurs économiques

### Secteur commercial

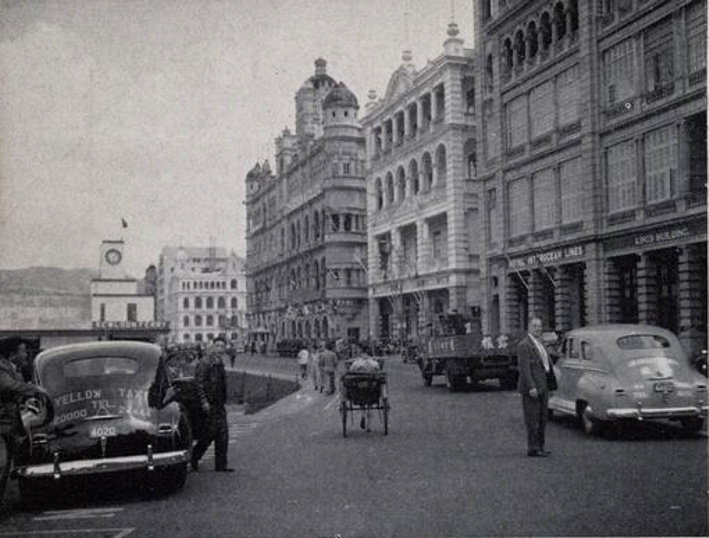
Hong Kong en 1950.

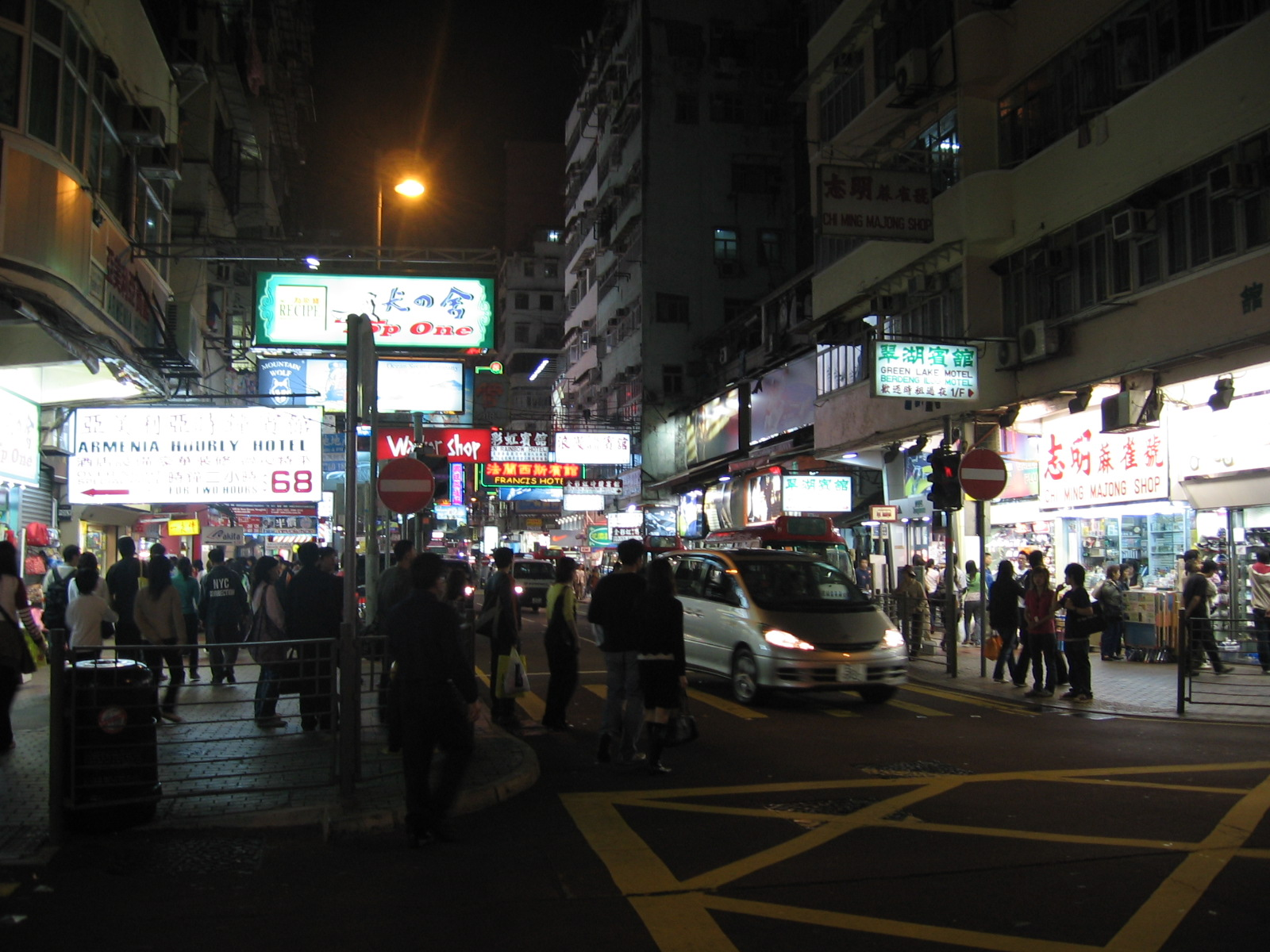
Rue Fa Yuen : les boutiques sont encore ouvertes à 22h30.

Hong Kong fait partie du Forum de coopération économique Asie-Pacifique (APEC). En 2008, 24,494 millions  de conteneurs sont passés par le port (troisième au monde pour le nombre de conteneurs, derrière Shanghai et Singapour).
Sa position de carrefour l'a conduit directement au rôle d'intermédiaire incontournable entre la Chine continentale et les Chines périphériques, et entre ces dernières et les chinatowns d'Amérique, d'Asie et d'Europe. Ainsi, Hong Kong est un grand exportateur de produits alimentaires alors qu'elle importe un tonnage impressionnant de produits agroalimentaires de Chine continentale, à défaut d'un arrière-pays agricole suffisant.
Hong Kong est aussi un centre de foires et de congrès où s'entrecroisent des délégations commerciales du monde entier.

### Secteur financier
Hong Kong est la troisième place financière au monde et la bourse de Hong Kong ne cède en importance que devant celles de Londres et de New York.

### Industrie

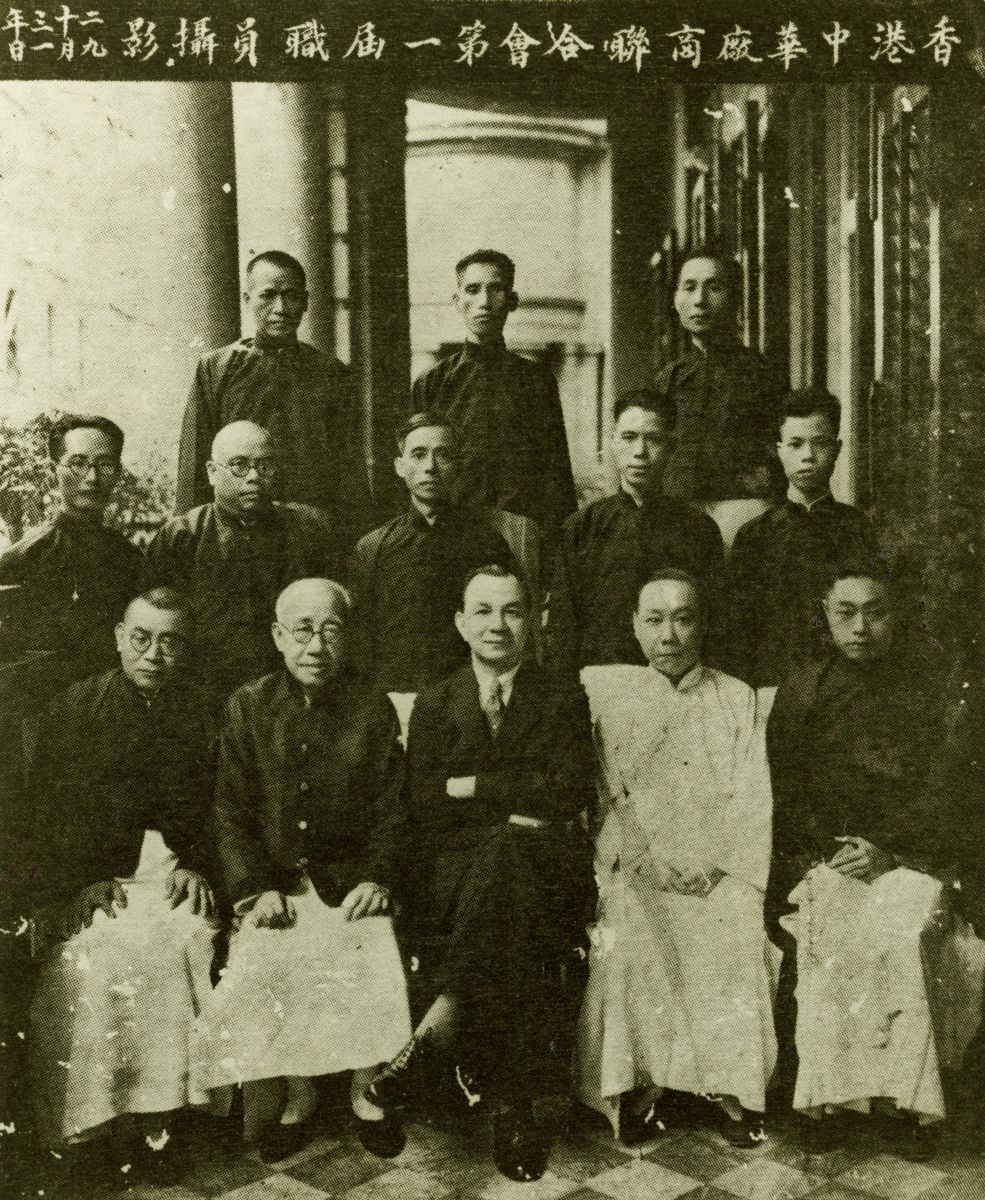
Exposition de fabricants de Hong Kong, 1934.

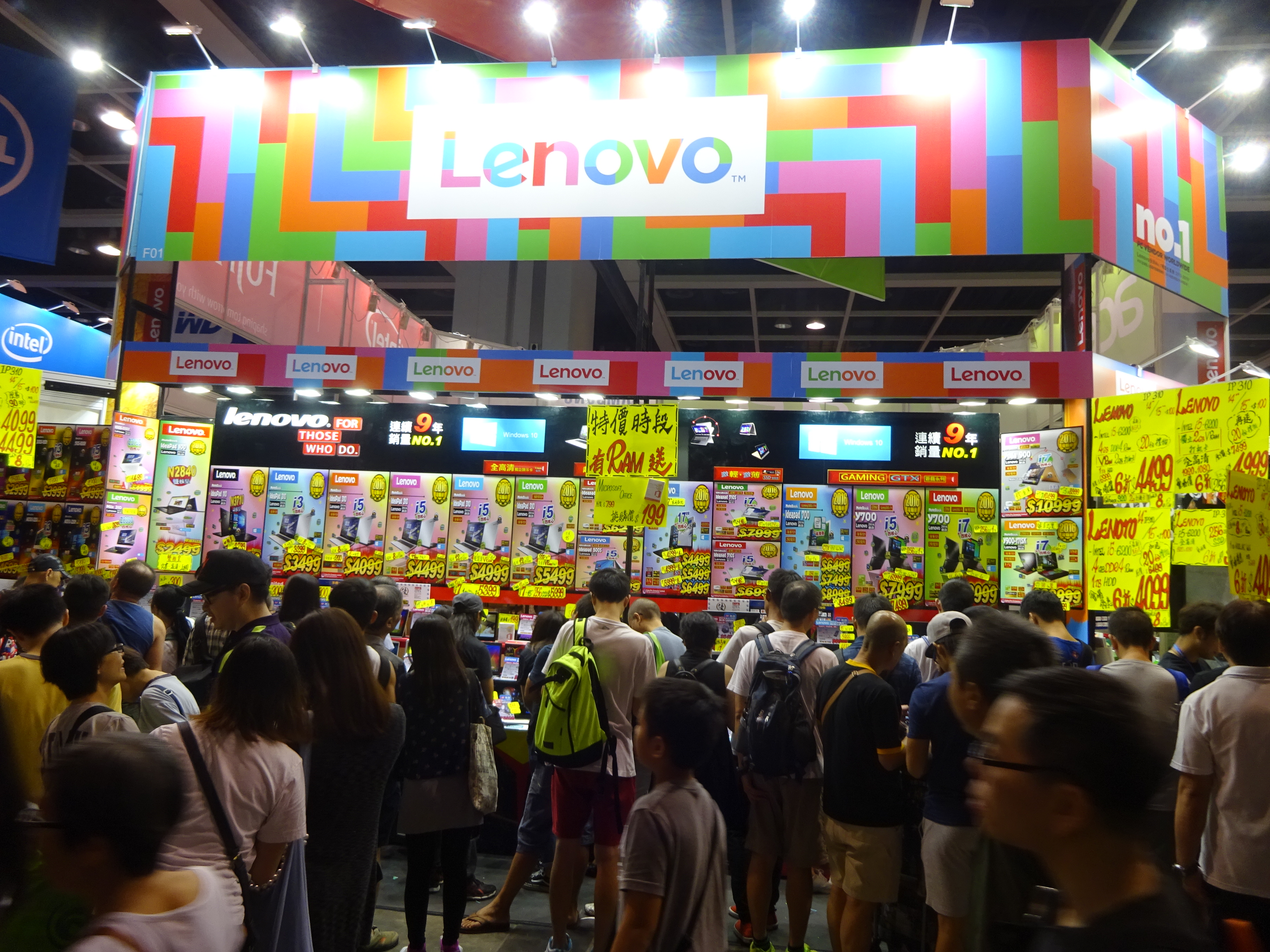
Exposition d'informatique en 2016.

La superficie limitée de Hong Kong l'a poussé à développer une industrie manufacturière demandant peu de ressources matérielles et énergétiques mais beaucoup de ressources humaines. Hong Kong privilégie ainsi les industries légères (électronique, optique, informatique, horlogerie, télécommunication, petit électroménager) aux dépens de secteurs tels que l'automobile. Le tissu industriel est principalement composé de PME.
La stratégie commerciale de Hong Kong - plus que celle de Taïwan et de Singapour, par sa situation singulière de carrefour et de métropole des chinatowns d'Amérique, d'Asie, d'Océanie et d'Europe - fut d'abord de fournir en grande quantité des produits relativement simples, de bonne qualité et à prix modiques à la consommation de base pour se faire connaître et reconnaître auprès de la plus grande partie possible de la population de la planète et des pays industrialisés : directement sur les marchés africains, asiatiques et latino-américains et indirectement à travers les chinatowns d'Amérique et d'Europe. La deuxième phase fut de fournir des composantes anonymes des produits de marque et la troisième a été de fournir des accessoires obligés des produits de prestige. L'image de marque et la réputation de crédibilité et de fiabilité acquises, la quatrième vague consiste à fournir des produits aussi prestigieux, de meilleure qualité et à moindre prix avec de meilleurs services en prime que des produits déjà bien établis, à l'exemple de l'optique, de l'électronique et de l'automobile pour le Japon.
Hong Kong doit faire face à des quantités de déchets électroniques toujours plus importantes. Plus de 70 000 tonnes de matériaux électroniques y sont produites chaque année, et Hong Kong est considérée comme la « poubelle électronique d'Asie » du fait des importations de déchets, dont la plupart proviennent des États-Unis. Des centaines de décharges se sont implantées ces dernières années.

### Immobilier

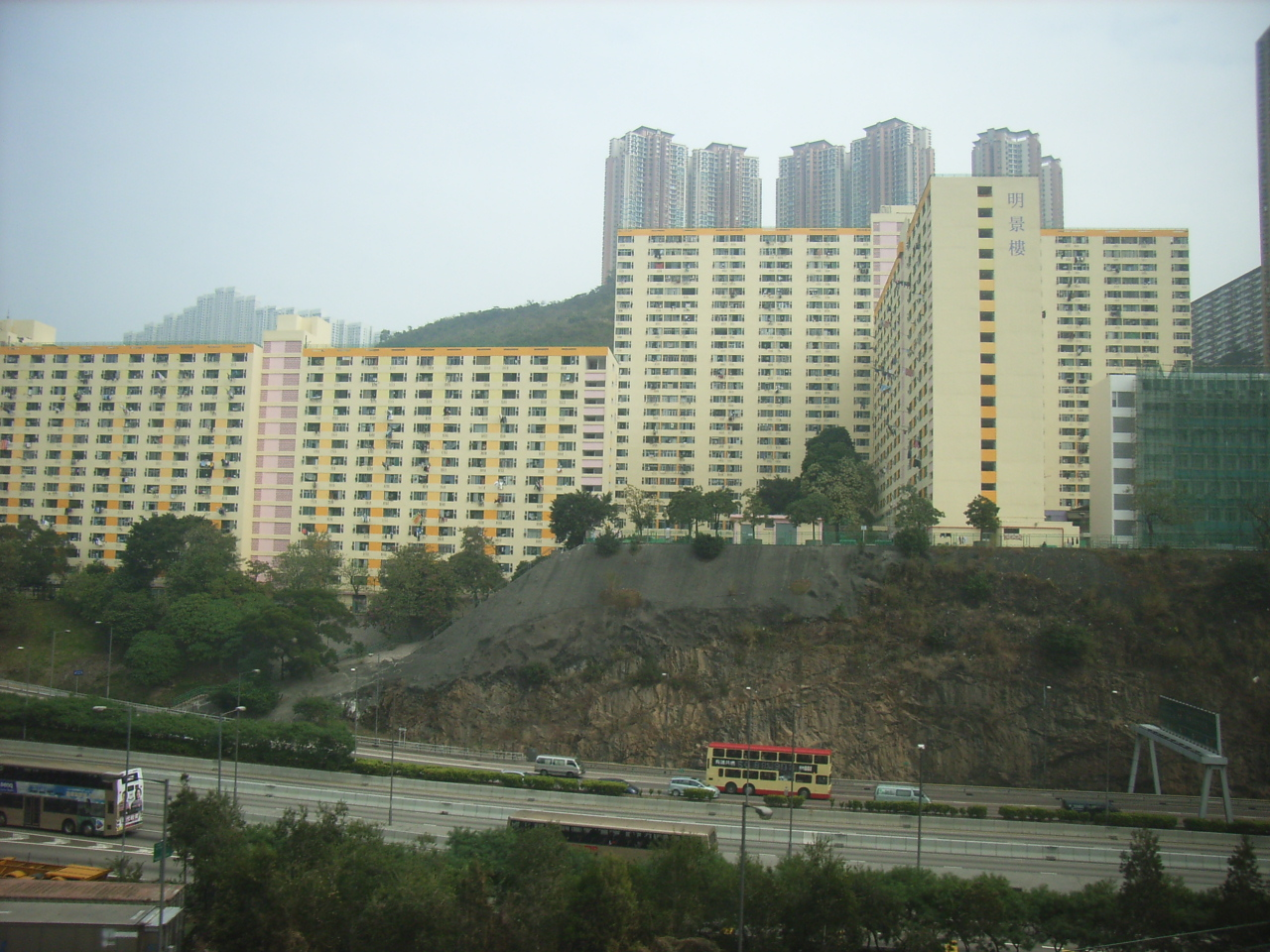
Lai King Estate, un quartier d'habitation en 2007.

Le secteur immobilier montre un déséquilibre de l'offre et la demande et la population est très dense : près de 7 millions de personnes vivent dans un espace de 1 104 km2. Dans le marché haut de gamme, Victoria Peak est la troisième ville la plus chère au monde, avec un pied carré valant 2 008 $, derrière Londres et Monaco (2007) .
Même si la propriété d'un terrain s'achète, il est effectivement loué par le gouvernement chinois. Avant 1997, les termes de location étaient de 75, 99 ou 999 ans. Avec le retour de Hong Kong à la Chine, les nouveaux termes sont de 50 ans.
Les pénuries de logements et la spéculation immobilière ont conduit à une augmentation de 430 % des prix depuis 2003. En 2018, le prix du m² s’élève à 22 000 euros, soit deux fois plus chers qu'à Paris. Paradoxalement, il existe de nombreux logements inoccupés, en raison de la spéculation immobilière. Les logements publics sont trop peu nombreux en comparaison de la demande. L’attente pour y devenir locataire est de 4,6 ans pour les candidats prioritaires et de 10 ans pour les autres.